# Aisne

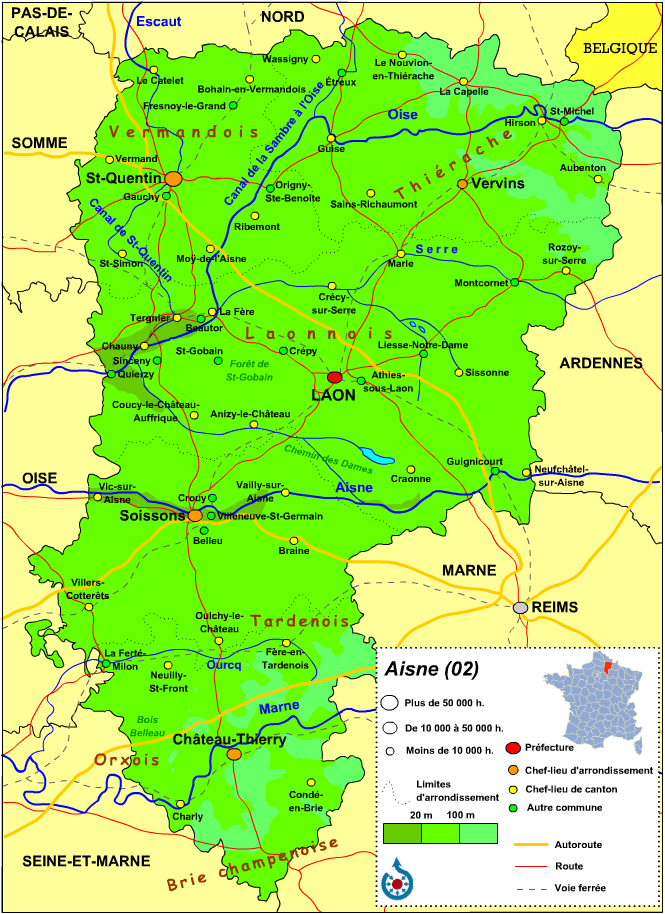
Mapa del departamento de Aisne.

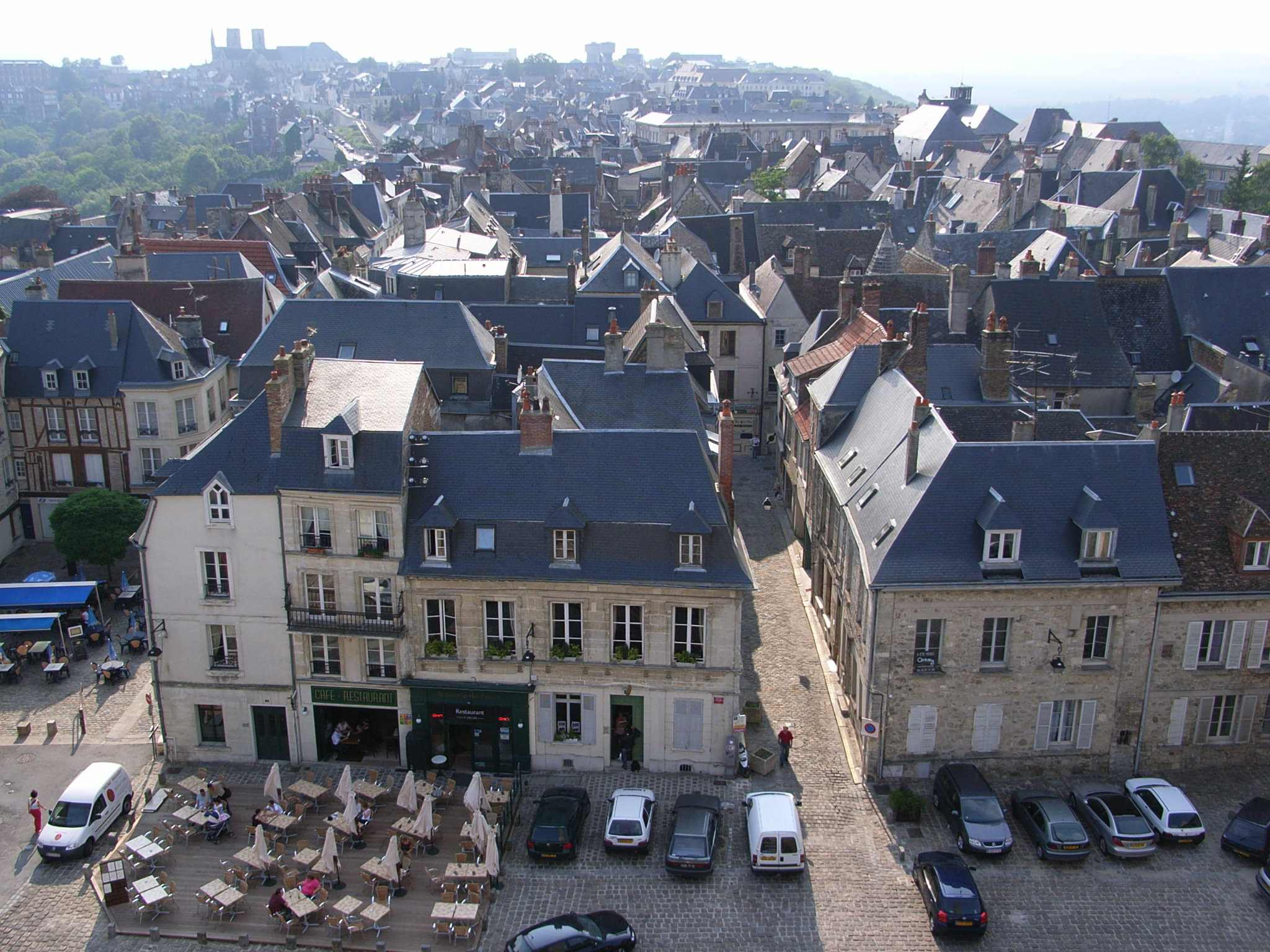
Laon.

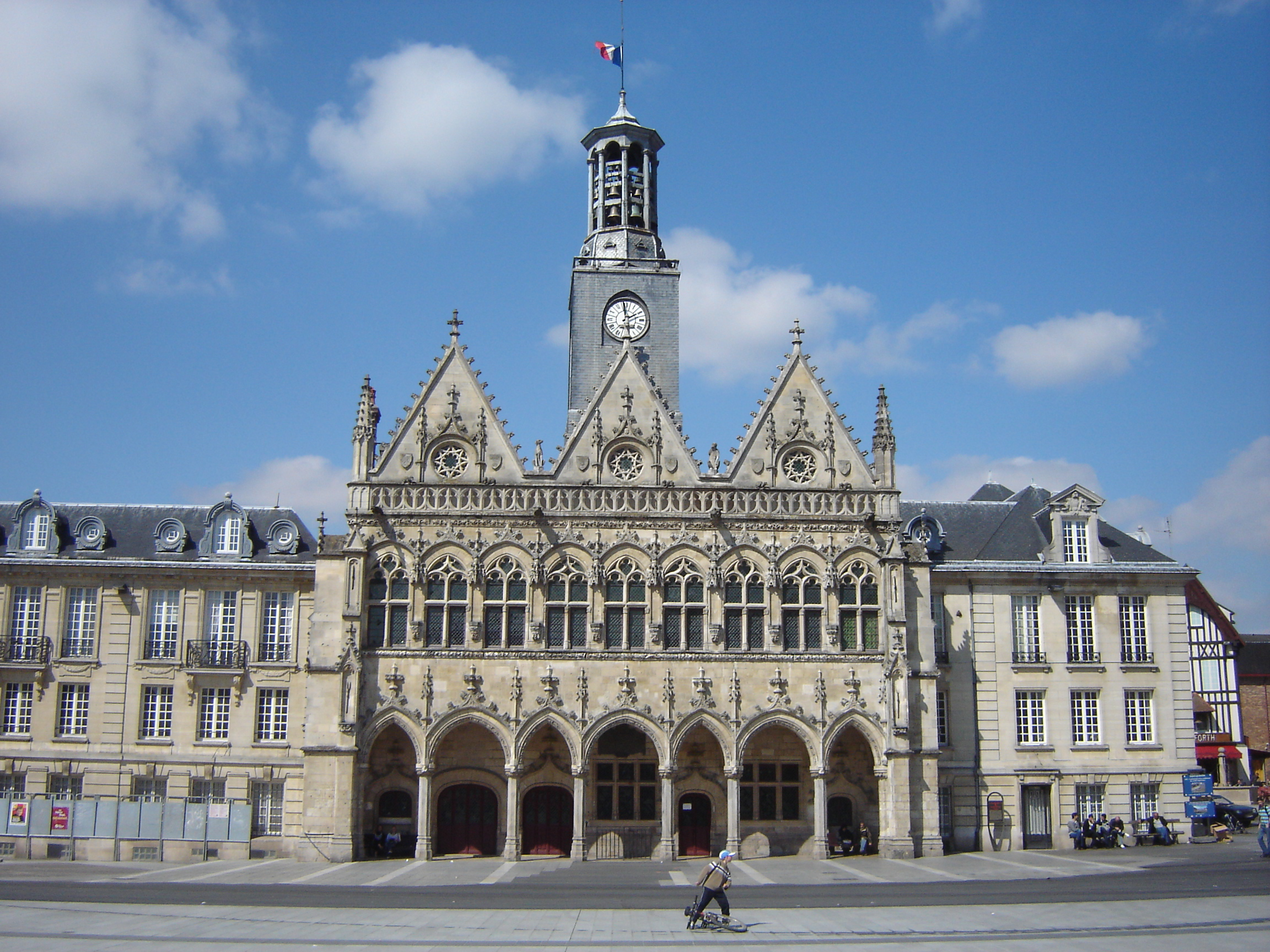
Saint-Quentin.

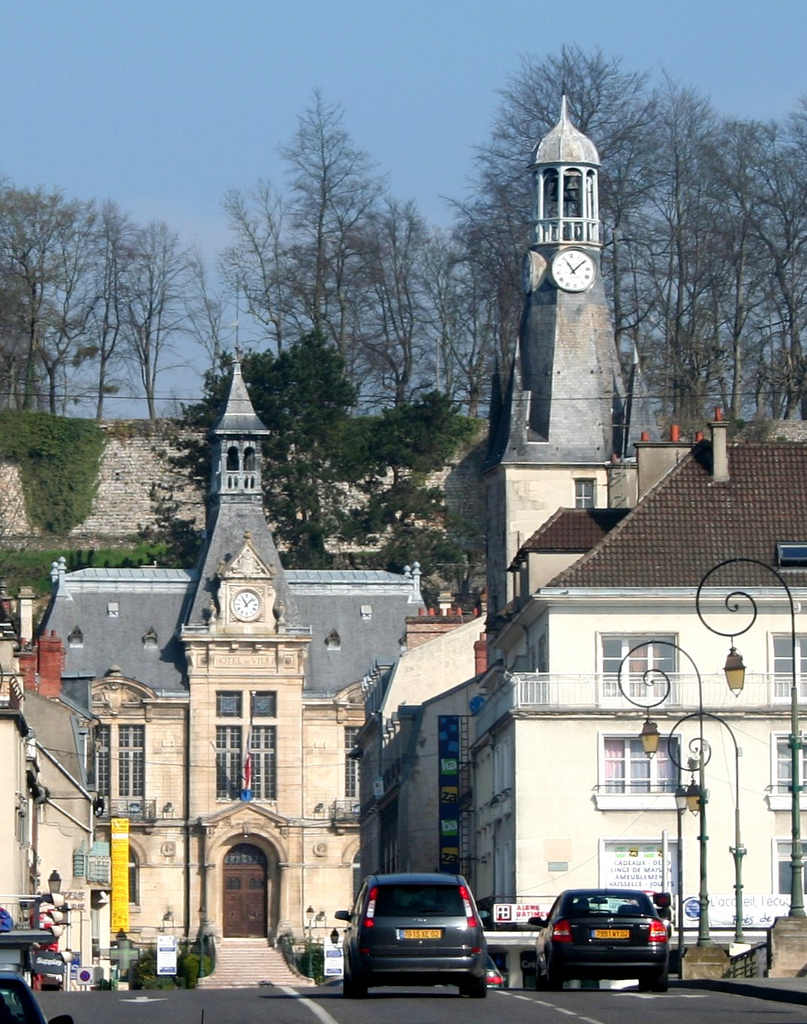
Château-Thierry.

Aisne (02; pronunciado /ɛnə/) es un departamento francés situado en la región de Alta Francia. Su nombre deriva del nombre del río homónimo que discurre por su territorio, recorriéndolo de este a oeste, bañando la ciudad de Soissons. 
El departamento comprende 5 distritos (arrondissements), 21 cantones y 804 comunas. Su gentilicio en idioma francés es axonais.

## Historia
Aisne fue uno de los 83 departamentos originales creados durante la Revolución francesa, el 4 de marzo de 1790. Se creó a partir de varios territorios de las antiguas provincias de Île-de-France, Picardía y Champagne.
Entre 1960 y 2015 forma parte de la región de Picardía.

## Geografía
- Límites: al norte con el departamento de Norte y la provincia belga de Hainaut (7 km de frontera), al este con Ardenas y Marne, al sur con Sena y Marne y al oeste con Oise y Somme.
- El territorio está constituido por mesetas de escasa altitud (la cota sobre el nivel del mar va de los 284 m en la parte septentrional (bosque de Watigny) a los 37 m del valle del Oise) y de cadenas de colinas separadas por valles fluviales. El paisaje tiene poca grandiosidad, pero es rico en conocidos bosques.
- De norte a sur se atraviesan, por este orden, los valles de los ríos Somme, Oise, Serre, Ailette, Aisne, Vesle, Ourcq y Marne.
- Climáticamente pertenece a la zona parisiense, con escasas oscilaciones climatológicas y un tiempo atmosférico húmedo y variable. Las temperaturas tienden a disminuir hacia el noreste, en dirección a las Ardenas y a Bélgica.

## Demografía
| 1801    | 1831    | 1841    | 1851    | 1856    | 1861    | 1866    |         |
| ------- | ------- | ------- | ------- | ------- | ------- | ------- | ------- |
| 425.981 | 513.000 | 542.213 | 558.989 | 555.539 | 564.597 | 565.025 |         |
| 1872    | 1876    | 1881    | 1886    | 1891    | 1896    | 1901    |         |
| 552.439 | 560.427 | 556.891 | 555.925 | 545.493 | 541.513 | 535.583 |         |
| 1906    | 1911    | 1921    | 1926    | 1931    | 1936    | 1946    |         |
| 534.495 | 530.226 | 421.515 | 489.022 | 489.368 | 484.647 | 453.411 |         |
| 1954    | 1962    | 1968    | 1975    | 1982    | 1990    | 1999    | 2010    |
| 487.068 | 512.920 | 526.346 | 533.862 | 533.970 | 537.259 | 535.489 | 540.508 |

Notas a la tabla:
- El 7 de febrero de 1973 la aldea de Pontgivart (51 habitantes en Aisne en 1968), hasta entonces repartida entre Marne y Aisne, pasó en su totalidad a Marne.
- El 1 de septiembre de 1973 el municipio de Escaufourt (266 habitantes en 1968) pasó de Aisne a Norte, fusionándose con Saint-Souplet.

Las principales ciudades son (datos del censo de 1999):
- Saint-Quentin: 59.066 habitantes, 69.287 en la aglomeración
- Soissons: 29.453 habitantes, 45.274 en la aglomeración
- Laon: 26.265 habitantes, 27.050 en la aglomeración
- Tergnier: 15.069 habitantes, 24.017 en la aglomeración
- Château-Thierry: 14.967 habitantes, 23.522 en la aglomeración

## Economía
La agricultura domina la economía, especialmente el cultivo de cereales. La remolacha azucarera es uno de los cultivos industriales más importantes del departamento. La seda, el algodón, y el trenzado de la lana prosperan en Saint-Quentin y otras ciudades. La ciudad de Saint-Gobain es conocida por su producción de espejos, que comenzó en el siglo XVII. Guise es el centro agrícola de la zona septentrional de Aisne.

## Cultura
Durante la Primera Guerra Mundial fueron destruidos una cantidad significativa de monumentos arquitectónicos. De los edificios que han sobrevivido, destacan las iglesias medievales de Laon, Braine, y Urcel.